# Cixius vallaris
Cixius vallaris är en insektsart som beskrevs av Alexander Fyodorovich Emeljanov 1979. Cixius vallaris ingår i släktet Cixius och familjen kilstritar. Inga underarter finns listade i Catalogue of Life.